# Mari Paz Molinero
María Paz Molinero Ríos (4 de agosto de 1917 - Madrid, 12 de junio de 2004) fue una actriz española.

## Trayectoria
Se inicia profesionalmente a la edad de seis años, incorporándose a la Compañía de Santiago Artigas y Josefina Díaz para interpretar Lecciones de buen amor, de Jacinto Benavente, en el Teatro Español de Madrid. Permanece en esa compañía hasta 1931 y sucesivamente se incorpora a las de Carmen Díaz y Lola Membrives.
Tras la Guerra Civil Española trabajó en los Teatros Español, Alcázar y María Guerrero de Madrid en obras como La losa de los sueños (1941), El hombre que murió en la guerra (1941), Ventolera (1944), La costumbre (1946), Delito en la Isla de las Cabras (1954), La fierecilla domada (1954), Noches de San Juan (1965), Hedda Gabler (1971), La más hermosa niña del mundo (1974) o Tío Vania (1978).
Se estrenó en el cine en 1934, con la película La hermana San Sulpicio, dirigida por Florián Rey y protagonizada por Imperio Argentina. Intervino en más de una veintena de películas, entre las que pueden mencionarse La canción de Aixa (1939), de Florián Rey, Obsesión (1947), Las inquietudes de Shanti Andía (1947), ambas de Arturo Ruiz Castillo, El secreto inconfesable de un chico bien (1976), de Jorge Grau, Volvoreta (1976), de José Antonio Nieves Conde, Extramuros (1985), de Miguel Picazo y El disputado voto del señor Cayo (1986), de Antonio Giménez Rico.
En televisión participó en la célebre serie de TVE Crónicas de un pueblo (1971-72).
Vivió durante seis años en Venezuela, trabajando en la televisión del país.
Casada con el actor Luis Porredón, mantuvo una relación sentimental con el escritor y político Samuel Ros, con quien tuvo un hijo.